# Jesús Amarilla
Jesús Alexandro Amarilla Solís (n. Asunción, Paraguay; 27 de agosto de 2001) es un futbolista paraguayo. Juega de delantero y su equipo actual es el Atyrá FC de la Segunda División de Paraguay.

## Trayectoria
Se formó en las inferiores del Club Libertad. Debutó el 21 de abril de 2018 en el partido que su equipo, Libertad, le ganó 2 a 0 al Club Guaraní en la decimotercera fecha del Torneo Apertura 2018.

## Clubes
| Club     | País     | Año           |
| -------- | -------- | ------------- |
| Libertad | Paraguay | 2018-2022     |
| Atyrá FC | Paraguay | 2022-Presente |